# 魯傑羅一世 (西西里)
西西里的魯傑羅一世（義大利語：Ruggero I di Sicilia，約1031年—1101年6月22日），西西里伯爵，綽號「羅傑·博索（Roger Bosso）」，1071年至1101年在位，因其從穆斯林手中征服西西里島的成就，以及天才的軍事、政治能力，他被西西里人親密地稱為大伯爵（The great Count，「偉大者」之意），至今仍受西西里人的愛戴與紀念。他出自諾曼人的歐特維爾家族，其後代一直統治西西里到百年後的1194年。
從1057年抵達意大利之後，魯傑羅和哥哥罗貝爾·吉斯卡尔一同征服了義大利南部，為日後的西西里王國建立了基礎。他本人自1061年逐步征服伊斯蘭教的西西里酋長國，並在1062年由哥哥罗伯特·吉斯卡尔封為西西里伯爵，最後在1090年完全征服西西里島，將其創立的西西里伯國打造成多元並包、繁榮有序的多民族國度。他在1091年又征服馬爾他島，並將影響力擴及義大利南部。1101年魯傑羅死後，其子魯傑羅二世在1127年併吞了伯父羅貝爾創建的普利亞大公國（意大利南半），最終在1130年升級為西西里王國。

## 生平

### 早年

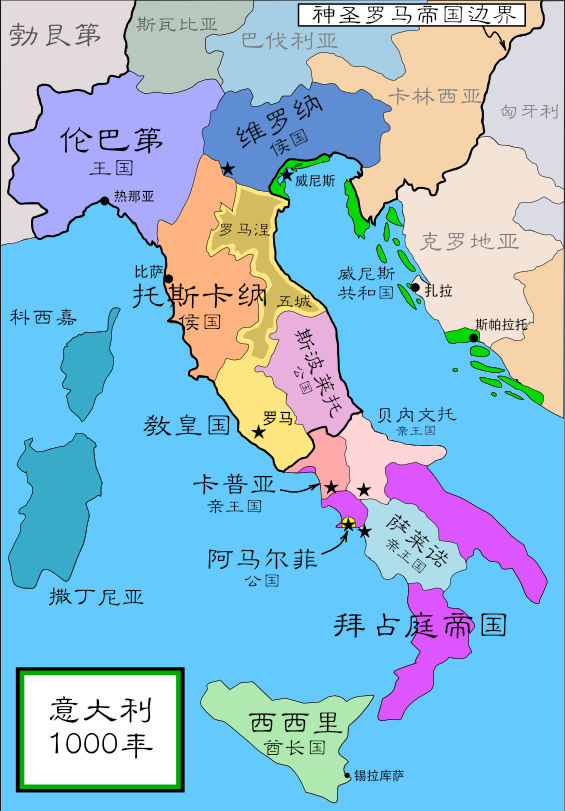
1040年代諾曼人征服之前的南義大利：當時諾曼人鐵臂威廉剛在深粉紅區（拜占庭領土）的東北角建立了阿普利亞伯國（北鄰貝內文托公國），而魯傑羅正是鐵臂威廉同父異母的幼弟

西西里伯爵魯傑羅（Roger I Bosso）大約生於1031年，為諾曼地小貴族科唐坦領主坦克雷德·歐特維爾（Tancrède de Hauteville）與第二任妻子芙蕾森達（Frédésende）的幼子，是歐特維爾家族12名兄弟中年紀最小的。由於歐特維爾家族丁口繁盛，科唐坦領地已不足以養活他們，因此在1030年前後，魯傑羅三名異母兄長便攜手前往南義大利充當傭兵，大哥鐵臂威廉還在1043年建立阿普利亞伯國。由於他們發展順利，因而讓其他兄弟也循著兄長們的老路，前往南義大利擔任傭兵，並藉著軍功為自己爭得一片封邑。
作為家中最年幼的孩子，魯傑羅實在不可能繼承家業和封地，因此他也在成年的26歲時，於1057年隨著異母兄長戈德弗洛瓦（Godefroi）、毛格（Mauger）、紀堯姆（Guillaume）等親友，從諾曼地公國出發至南義大利。當時他已和諾曼地大貴族的千金茱迪斯·德·埃夫勒（叔父為諾曼第公爵）相愛滿一年，但茱迪斯的父親不可能將女兒嫁給像他這樣毫無封地的窮小子，魯傑羅為了讓自己配得上茱迪斯，決心打下自己的領土，遂仿效自家兄長的經驗去義大利奮鬥。
魯傑羅抵達南義大利之前，時任阿普利亞伯爵的異母兄韓福萊剛去世，原先韓福萊本擬將阿普利亞伯國傳予自己的兒子，但因為他們都太年幼，遂在死前將阿普利亞伯國委託異母弟──「狡詐者」羅貝爾·吉斯卡爾（Robert Guiscard）攝理，但是羅貝爾·吉斯卡爾卻在諾曼傭兵的支持下，趁機篡奪了阿普利亞伯爵之位。因此，剛到南義大利的魯傑羅便投入同父同母的兄長──「狡詐者」羅伯特的麾下。
1057年剛來義大利的魯傑羅先是跟隨羅貝爾·吉斯卡爾參與對（除雷焦以外的）卡拉布里亞的征服戰。不過，羅伯特·吉斯卡爾在團結奮戰的同時，總是對幼弟充滿疑忌，擔心將來魯傑羅會成為自己的潛在對手，甚至會像他一樣篡奪自己的地位。因此羅伯特·吉斯卡爾經常將魯傑羅外放，總是不願分封任何土地給魯傑羅。於是魯傑羅便以斯卡萊亞城堡為發展基地，之後他又被派往米萊托，負責維持卡拉布里亞的治安，並鎮壓當地人的叛亂

### 征服西西里島

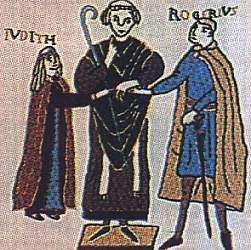
魯傑羅在1062年與戀人茱迪斯完婚，達成多年的心願

魯傑羅與哥哥羅貝爾在征服卡拉布里亞的同時，魯傑羅也於1061年開始試圖進軍西西里島。當時，西西里島上政治破碎，昔日統一的西西里酋長國，恰好在1053年分裂為三個穆斯林小國，並且交戰不休，更與原來的伊斯蘭宗主國──統治突尼斯的齐里德王朝斷絕關係。當時西西里島的居民過半是東正教徒，期待一個基督教英雄來「解放」他們。這樣的局面讓魯傑羅感到有機可乘。與此同時，羅貝爾·吉斯卡爾開始與教皇親近，教會意圖控制在南義大利諾曼人，驅使他們掃除南義大利的拜占庭人及穆斯林，因此教會在他們開始入侵西西里島後，便於1062年授予「阿普利亞、卡拉布里亞與西西里公爵」的頭銜給羅貝爾·吉斯卡爾，羅貝爾與魯傑羅因此獲得征服西西里的大義名分。

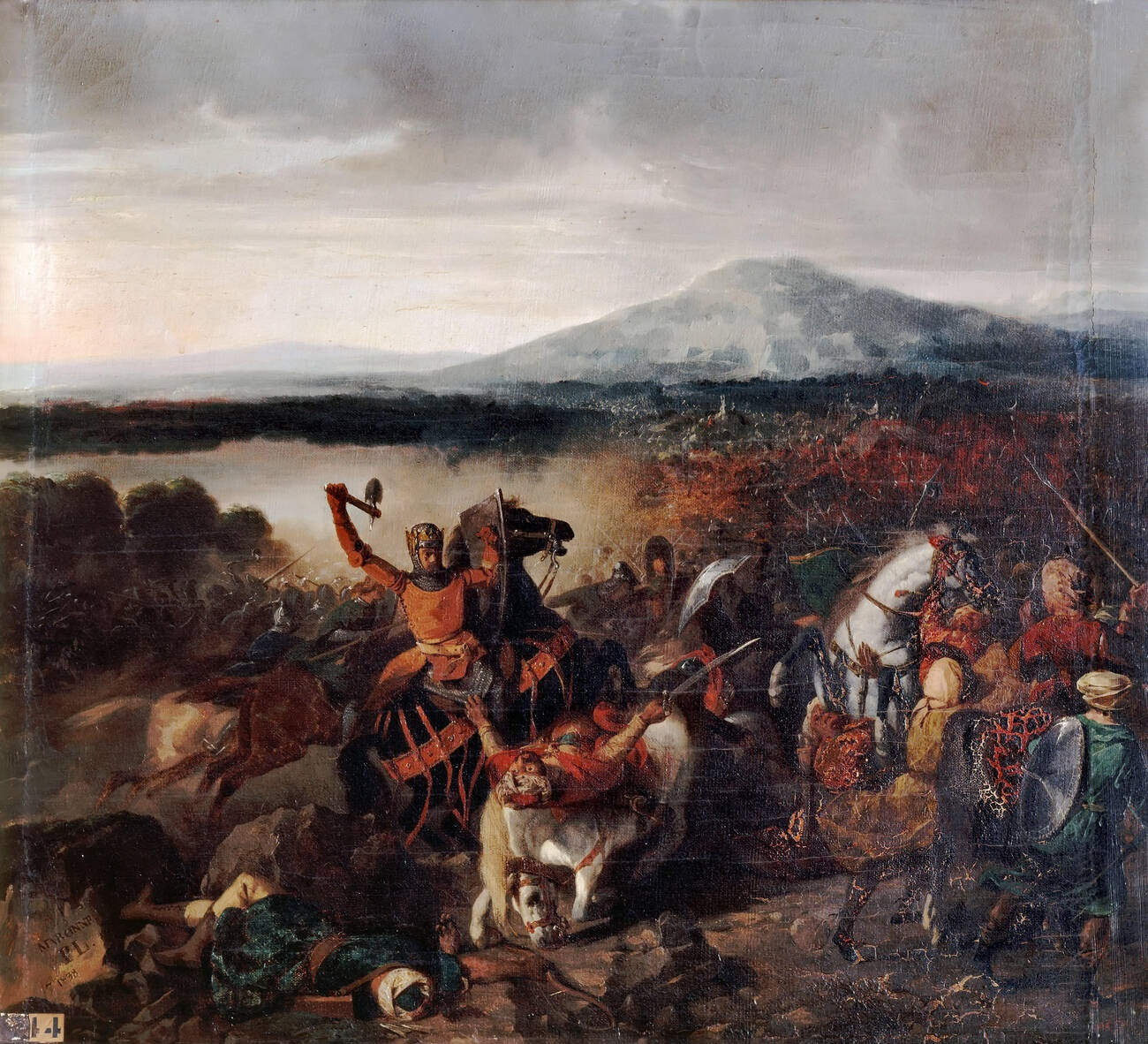
1063年的切拉米會戰：魯傑羅在西西里島大勝三倍以上的穆斯林軍，確立之後徹底征服島上伊斯蘭諸國的未來

最初魯傑羅與羅貝爾·吉斯卡爾在1061年5月渡海進攻西西里時，很快地便奪下了東北角的墨西拿、特羅伊納等要城。此時魯傑羅的戀人茱迪斯來到義大利了，急於獲得合法封地以作為聘禮的魯傑羅因此與哥哥發生嚴重爭執，甚至兵戎相見，因為沒有封地意謂著無法結婚。1062年羅貝爾意外被效忠於魯傑羅的西西里居民抓獲並帶到弟弟面前，魯傑羅抱著哥哥大哭，兩人因此和解定約，規定雙方平分卡拉布里亞所征服的每個城堡與城鎮，羅伯特同時冊封弟弟為「西西里伯爵」（仍是哥哥的附庸）。之後魯傑羅與茱迪斯完婚，而茱迪斯也在西西里戰場上對丈夫助益極大，多次於丈夫不在時守穩基地、擊退敵軍，證明她是一位有指揮才能的人中女傑。

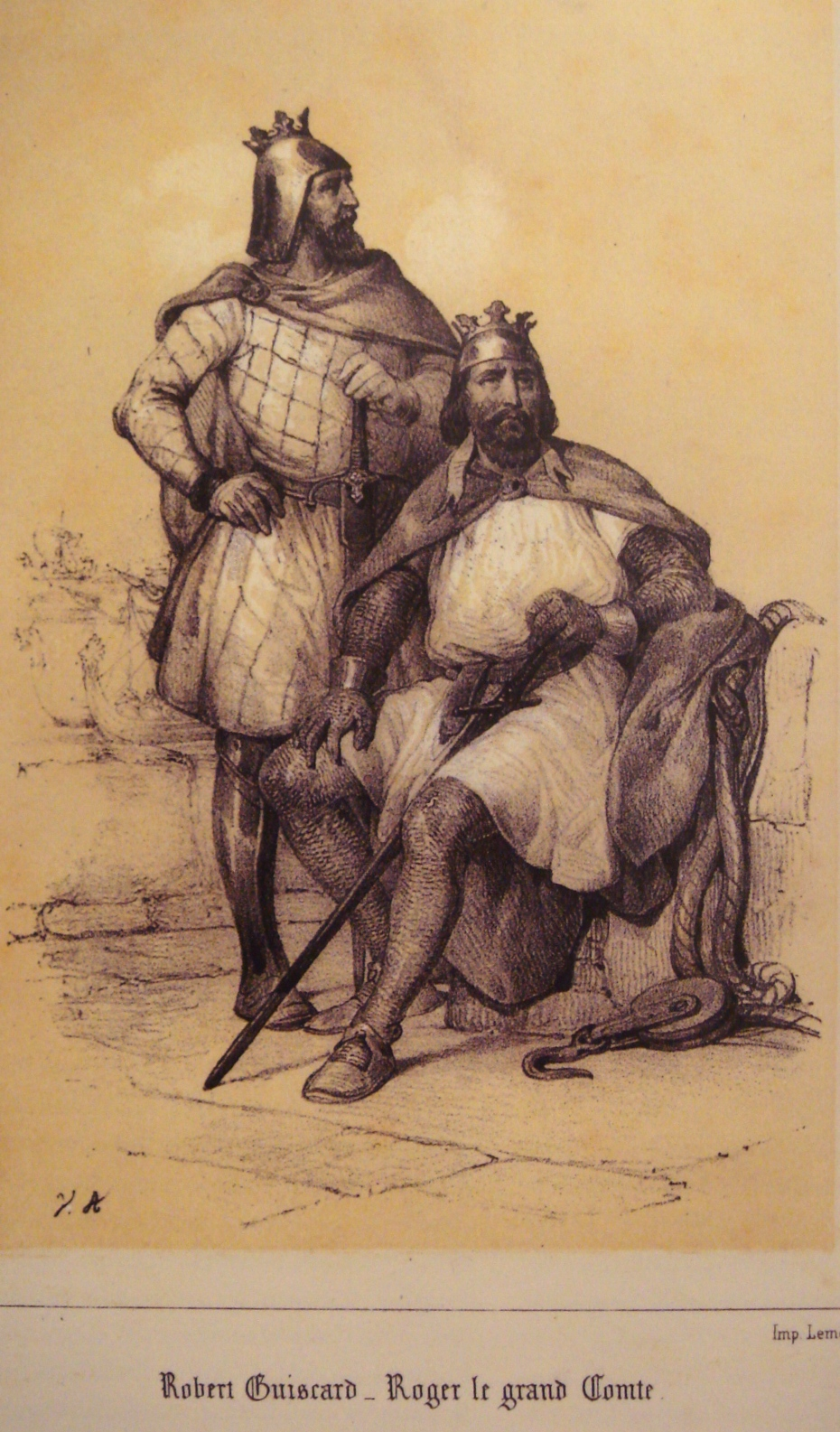
魯傑羅（坐下者）與哥哥羅伯特（左側站立者）

面對諾曼人的威脅，島上穆斯林小國放下歧見、團結對外，甚至請到仍具威勢的齐里德王朝派大軍渡海而來，主導反擊攻勢。1063年，面對六千人以上的穆斯林聯軍，魯傑羅在關鍵性的切拉米會戰中以不到兩千的諾曼軍取得大勝，但終究魯傑羅兵力有限，與穆斯林軍隊相比更是十分懸殊，因而這場征服戰爭就不得不變成一場長期奮戰。後來他又在米西爾梅里會戰獲勝。最後，在1071年羅伯特與弟弟合力攻克拜占庭在義大利的最後據點巴里之後，魯傑羅終於獲得哥哥羅伯特的援軍，因此在1072年征服了穆斯林在西西里島上的最大城市──巴勒摩，大致將西西里掌握在手中。不過，魯傑羅此時仍臣屬於哥哥羅伯特·吉斯卡爾，並與之分享征服西西里的戰果：羅伯特控制了巴勒摩、半個墨西拿與西西里島東北部的羅切拉瓦爾德莫內；同樣地，魯傑羅也與哥哥瓜分卡拉布里亞。
此後，羅伯特·吉斯卡爾於1085年7月遠征東羅馬帝國途中去世，魯傑羅趁著阿普利亞公國發生爵位之爭的機會，擺脫對阿普利亞公國的從屬，開始獨立統治西西里島，同時也開始能全力用在征服西西里的事業上，不用再分兵支援哥哥的用兵事業。1086年3月，锡拉库萨的穆斯林城主向魯傑羅投降，此後在1091年，穆斯林位於西西里島最後的據點諾托為魯傑羅拿下，西西里島至此才徹底為諾曼人所征服。

### 鞏固西西里的統治

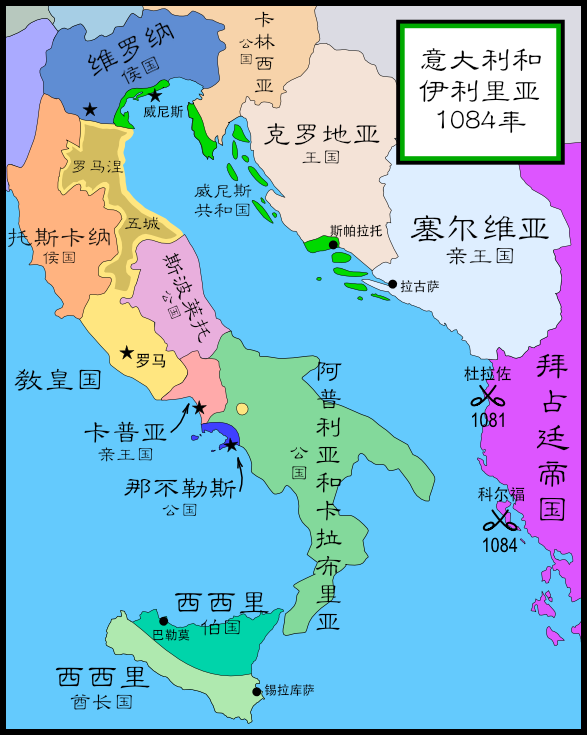
1085年羅伯特病逝時的阿普利亞和卡拉布里亞公國（南義大利），西西里島北部是其弟羅傑建立的西西里伯國（深青色）

隨著1085年羅伯特·吉斯卡爾之死，魯傑羅選擇支持羅伯特的遺孀茜克爾蓋妲
（Sichelgaita）的主張，將其與羅伯特·吉斯卡爾所生之子──羅傑·博爾薩（博爾薩意為「錢袋」）推上阿普利亞與卡拉布里亞公爵大位，以排除羅伯特·吉斯卡爾前妻所生長子的繼承權，也就是驍勇善戰、野心勃勃的博希蒙德一世（後來成為第一次十字軍東征的著名英雄）。由於魯傑羅大力支持軟弱的羅傑·博爾薩掃平叛亂、壓制其兄博希蒙德，因此羅傑·博爾薩於1085年將自己在卡拉布里亞的領地交給叔父魯傑羅，並於1091年將他所領有的巴勒摩也交給了魯傑羅，魯傑羅因而得以完整地掌握整個西西里。
為了鞏固對西西里島的統治，魯傑羅引進封建制度，同時他仍以自己的基地米萊托為首府，自卡拉布里亞對西西里發號施令。作為教廷的臣屬，西西里伯爵魯傑羅在锡拉库萨、阿格里真托設立主教座堂，並親自任命主教，同時還將原本屬於東正教教會的巴勒摩大主教改為尊奉羅馬公教教會。不過即使如此，鑒於西西里的局勢複雜，且諾曼人的實力有限，因此西西里伯爵魯傑羅對西西里的統治採取了寬容的政策，他尊重島上不同身份、習俗與宗教的人們，海納百川。在完成對西西里島的征服後，西西里伯爵魯傑羅便允許東正教徒、穆斯林與猶太人繼續留在島上，為其所用，譬如人民可在法庭上使用拉丁語、希臘語和阿拉伯語發言及辯護，而伯爵任命的職業法官會依照不同民族的法律做公正的判決，如諾曼的封建習慣法、羅馬法和穆斯林法律，一切判決與執法都受高等法官監督。此外，西西里島上的東正教修道院並未遭到強制改宗，甚至在瓦爾德莫恩地區還在西西里伯爵魯傑羅的贊助下又修建了超過12座東正教修道院。西西里島上的清真寺也沒有因為被信奉羅馬公教的諾曼人征服而被摧毀，城市中的穆斯林得以保有他們的清真寺，並維持原有的商貿自由，不過在鄉間的穆斯林則淪為農奴，不過這顯然是因為封建制度引進的結果，而非針對穆斯林的迫害。同時，為了開發地廣人稀的西西里島，魯傑羅還自北義大利招徠許多倫巴第移民，使他們定居於恩納與墨西拿地區，此後隨著倫巴第移民的逐漸湧入，西西里穆斯林在當地政治的影響力也逐漸下降。
綜合來說，魯傑羅之所以能在西西里建立如此集權高效、寬容平等的基督教封國，是因為相較於其他拉丁歐洲的君主來說，西西里君主可以自主任命高級教士和法官，而不會受到權力急速上升的教宗干涉，這樣的自主權來自於魯傑羅一方面是教宗倚靠的有力盟友，一方面是異教徒征服者獨享的特權。魯傑羅與其子魯傑羅二世皆對領土內的教士有絕對控制權，可自行解決來自基督教會法庭的所有上訴，父子倆實際上把西西里的官僚體系打造為拉丁歐洲最傑出、文明的輝煌組織，島內收稅效率與公平性之高、官員防弊與文明化之程度，俱為歐洲之最，而此優秀傳統還延續了近兩百年。

### 征服馬爾他

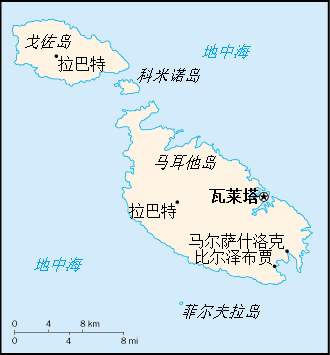
马耳他地图

完成對西西里的征服後，魯傑羅為了避免來自北非的穆斯林對其領有的西西里發動進攻，於是便於1091年6月6日（另一說為7月2日）率領一支艦隊自西西里島的斯卡拉布里角啟航，入侵由穆斯林統治的馬耳他。魯傑羅率先抵達馬爾他，隨即派出13名騎士下船。當地居民短暫地抵抗後，很快地就被殺散。魯傑羅則在戰鬥中俘虜了一些居民，並向他們打探情報，隨後便返回登陸點，與陸續抵達的部隊會師，並在海岸線上紮營。

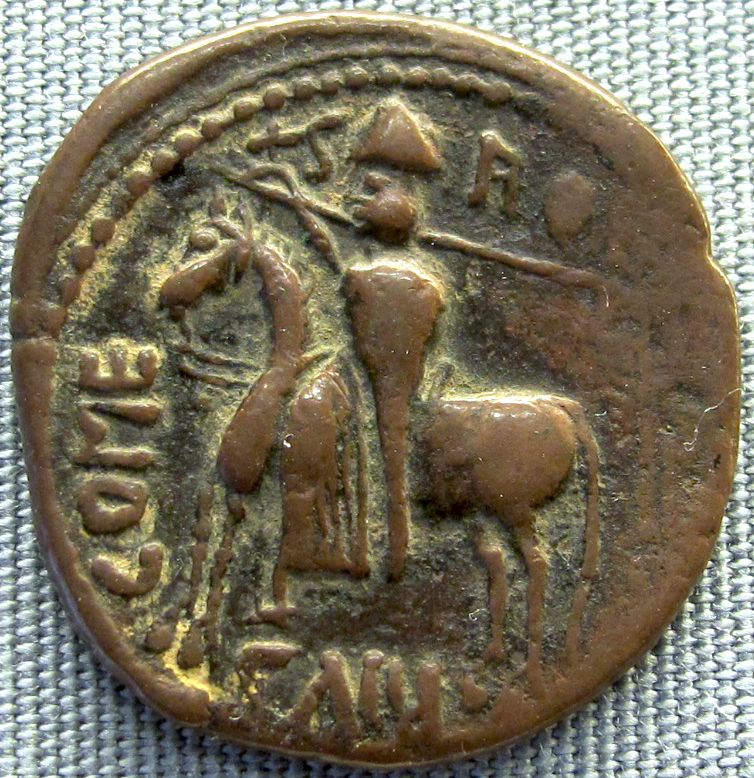
在米萊托鑄造的金幣，上面刻有魯傑羅一世的騎馬像

次日黎明，魯傑羅率軍進圍馬爾他首府姆迪納。由於突然面臨大軍壓境，姆迪納的統治者與其居民都恐懼不已，完全沒有抵抗的意志，因而匆匆與魯傑羅商議和約。姆迪納居民同意將所有基督教徒俘虜釋放，並把馬匹、騾子、所有武器與一筆巨款交給魯傑羅，以求換取和平。馬爾他人還同意向他宣誓效忠，並每年向進貢。魯傑羅於是接納了他們的臣服，並在返航途中順道征服了一旁的戈佐岛。
1101年6月22日，西西里伯爵魯傑羅於米萊托逝世，遺體隨後被安葬於屬於本篤會的三位一體修道院中。魯傑羅死後，長子西蒙（Simon de Hauteville）繼任西西里伯爵，並由魯傑羅的第三任妻子阿德萊德·德爾·瓦斯托（Adelaide del Vasto）擔任攝政。1105年9月28日，西蒙·去世，年僅12歲，西西里伯爵便傳給了他的弟弟魯傑羅，他們的母親阿德萊德·德爾·瓦斯托則繼續擔任攝政。西西里伯爵魯傑羅一世由於作為西西里島的征服者與西西里伯國的開國者，為日後的西西里王國奠下了長治久安的基礎，因此他也被稱為「偉大的伯爵（Great Count）」，至今仍受西西里人的愛戴與紀念。

## 家庭
- 第一次婚姻：1062年，魯傑羅與諾曼第公爵征服者威廉的姪女茱迪斯·德·埃夫勒結婚，兩人相愛而牽手，共有四個女兒，[1]可惜魯傑羅摯愛的茱迪斯卻在1076年早早過世，推估她死亡年齡不會高於36歲。

- 第二次婚姻：1077年，魯傑羅與莫爾坦的埃倫伯加（英语：Eremburga of Mortain）（據說於1089年過世）結婚，兩人共有1子2女：

1. 毛傑里奧（英语：Mauger, Count of Troina），特羅伊納伯爵，早死無後
2. 費莉齊亞（英语：Felicia of Sicily），匈牙利王后
3. 茱蒂絲，孔韋爾薩諾伯爵夫人

- 第三次婚姻：1087年，魯傑羅與阿德萊德·德爾·瓦斯托（1118年逝世）結婚，兩人共有兩個兒子：[1]

1. 西蒙（英语：Simon of Sicily），西西里伯爵（1101-1105年在位），無後而卒，伯爵傳給弟弟魯傑羅
2. 魯傑羅二世，西西里伯爵（1105-1127）、普利亞及卡拉布里亞公爵（1127-1130）與第一任西西里國王（1130-1154），死後王位由兒子古列爾莫繼承。

### 腳註
1. 1 2 3 4 5 6 7 8 9 10  拉爾斯·布朗沃斯，《諾曼風雲》，頁191-208
2. ↑  Burkhardt & Foerster 2013，第57頁.
3. ↑  Curtis 1912，第57頁.
4. ↑  Curtis 1912，第68頁.
5. ↑  Britt 2007，第23頁.
6. ↑  Burkhardt & Foerster 2013，第?頁.
7. 1 2  布萊恩·蒂爾尼，《西歐中世紀史（第六版）》，頁252
8. ↑  Britt 2007，第24頁.
9. ↑  McDonald, Neil. . Megalithic Publishing. 2016: 67–72  [2020-12-30]. ISBN 9781326598358. （原始内容存档于2020-03-23）.
10. ↑  Wettinger, Godfrey.  (PDF). Treasures of Malta. 1995, 1 (3): 34–39. （原始内容 (PDF)存档于8 December 2017）.

### 書目
- 拉爾斯·布朗沃斯著、黃芳田譯，《諾曼風雲》，台北：馬可孛羅出版社，2018。
- 布萊恩·蒂爾尼等著、袁傳偉譯，《西歐中世紀史（第六版）》，北京：北京大學出版社，2011。
- 王任光著，《西洋中古史》，台北：國立編譯館，1979。
- 瓦萊里奧·林特納著、郭尚興等譯，《周末讀完義大利史》，上海交通大學，2009。
- （英）赫·赫德等著、羅念生等譯，《義大利簡史》，北京：商務，1975。
- （美）威爾·杜蘭著、幼獅文化公司譯，《世界文明史‧第四卷‧信仰的時代》，北京：東方出版社，1998。
- Alio, Jacqueline. . Trinacria. 2018.
- Britt, Karen C. . Mediterranean Studies (Penn State University Press). 2007, 16.
- Brown, Gordon S. . McFarland & Company, Inc. 2003.
- Burkhardt, Stefan; Foerster, Thomas. . Taylor & Francis Group. 2013.
- Curtis, Edmund. . G. P. Putnam's Sons; The Knickerbocker Press. 1912.
- Houben, Hubert. . 由Loud, Graham A.; Milburn, Diane翻译. Cambridge University Press. 2002.
- Jansen, Katherine L.; Drell, Joanna; Andrews, Frances (编). . 由Loud, G.A.翻译. University of Pennsylvania Press. 2009.
- Luscombe, David; Riley-Smith, Jonathan (编). . Cambridge University Press. 2004.
- Malaterra, Galfredus; Wolf, Kenneth Baxter. . University of Michigan Press. 2005.
- Robinson, I. S. . Cambridge University Press. 1999.

| 魯傑羅一世 (西西里) 歐特維爾王朝出生于：約1031年逝世於：1101年6月22日 | 魯傑羅一世 (西西里) 歐特維爾王朝出生于：約1031年逝世於：1101年6月22日 | 魯傑羅一世 (西西里) 歐特維爾王朝出生于：約1031年逝世於：1101年6月22日 |
| --------------------------------------------------------------------- | --------------------------------------------------------------------- | --------------------------------------------------------------------- |
| 新頭銜                                                                | 西西里伯爵 1071年—1101年6月22日                                       | 繼任者： 西莫尼                                                       |